# Szász Dórián
Szász Dórián, K. (Nagyenyed, 1924. december 24. – Bukarest, 2006. február 21.) erdélyi magyar festőművész.

## Életútja, munkássága
Középiskoláit szülővárosában, a Bethlen Gábor Kollégiumban kezdte, és Szilágysomlyón végezte. A bukaresti Képzőművészeti Főiskolán diplomavizsgázott 1953-ban. Tanulmányai befejeztével Bukarestben telepedett le. Bemutatkozó kiállítását 1948-ban rendezte. Festményeivel díjat nyert az 1953-as Világifjúsági Találkozó (VIT) alkalmából Bukarestben rendezett IV. Nemzetközi Képzőművészeti Kiállításon. Egyéni kiállítása volt Bukarestben (1972), Rómában és Nápolyban (1974). A modern festészet jegyeit viselő alkotásai, a sport világából ihletet merítő festményei számos hazai és külföldi galériában helyet kaptak. Csoportos külföldi kiállításokon szerepelt Pozsonyban, Torinóban, Moszkvában, Prágában, Szófiában, Philadelphiában, Velencében, Madridban, Párizsban. Meghívottként kiállítása volt sporttematikájú képeiből a müncheni olimpiai játékok alkalmából. Tagja volt a Romániai Képzőművész Szövetségnek.
Illusztrációival jelentek meg Kányádi Sándor Fényes nap, nyári nap (Bukarest, 1964), Arany János A bajusz (Bukarest, 1966, románul is), Forró László A Nadrágtartó király veresége (Bukarest, 1967) című kötetek.